# Montañas Fosdick
Las montañas Fosdick son una cadena montañosa que se encuentra orientada en dirección este oeste con perfiles aserrados, se encuentra a lo largo del borde sur del glaciar Balchen en la cabecera de la bahía Block, en las cordilleras Ford de la Tierra de Marie Byrd, Antártida. Fueron descubiertas por la Expedición Antártica Byrd en 1929, y fueron nombradas por Richard E. Byrd en honor a Raymond B. Fosdick, que era presidente de la Fundación Rockefeller.